# Rudolf Ramek
Rudolf Ramek (Teschen, 12 aprile 1881 – Vienna, 24 luglio 1941) è stato un politico austriaco.
Membro del Partito Cristiano-Sociale, ha servito come Cancelliere federale dell'Austria dal 20 novembre 1924 al 20 ottobre 1926.